# わし座V1302星
わし座V1302星（V1302 Aquilae、V1302 Aql）またはIRC +10420は、わし座の方角、太陽系から1万3000-2万光年程度離れたところにある黄色極超巨星である。

## 発見
1965年からノイゲバウアーらが進めた、ウィルソン山天文台のカリフォルニア工科大学157cm望遠鏡による2ミクロン掃天観測の成果から編集された赤外線カタログ（Infra-Red Catalog）の中で、初めてその存在が特定された。間もなく、可視光に比べて赤外線、特に10-20ミクロン帯で非常に明るい、りゅうこつ座η星と似た珍しい天体であることがわかった。強いOHメーザーを放射する天体としても知られる。
変光星としては、1975年にわし座V1302星という名称が付与された。古い写真乾板による恒星の同定から、わし座V1302星は、1925年以前には1等級程度の幅で不規則に変光しており、その後は徐々にではあるが一貫して増光し、1930年代から1970年代にかけて1等級程明るくなった。

## 特徴
光度が太陽のおよそ50万倍という最も明るい恒星の一つであるが、視等級は肉眼等級よりかなり暗く、観測には望遠鏡が必要である。

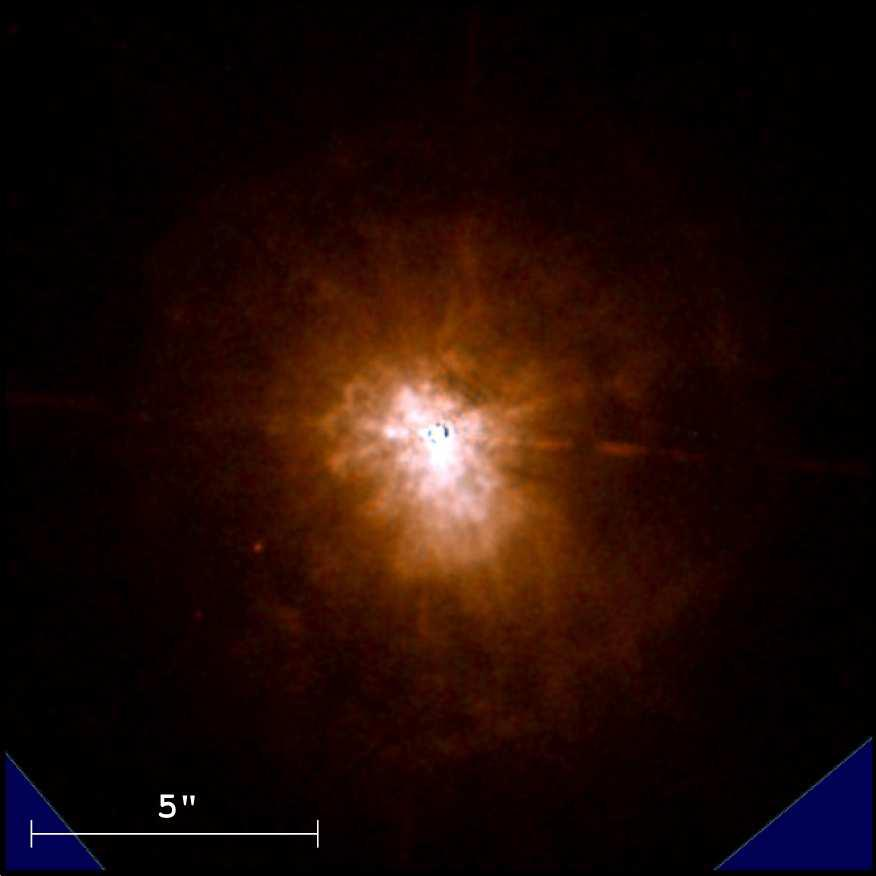
わし座V1302星とそれを取り囲む放出された星周物質。出典: Roberta M. Humphreys

わし座V1302星は、非常に明るい超巨星というのが天文学者の共通認識だが、恒星の周囲に星雲状の構造が見えることから、原始惑星状星雲に分類されることもある。黄色極超巨星と原始惑星状星雲には、いくつか共通する特徴があるが、元の恒星の質量が異なる。惑星状星雲へ進化する恒星は、質量が中程度だが、黄色極超巨星は、超新星の前駆天体とされる質量のとても大きい星である。わし座V1302星の場合、一酸化炭素を目印として測定した、星から放出される物質の膨張速度がとても高いことからみて、質量が大きく放射エネルギーも高い星であると考えられる。
理論計算によると、わし座V1302星の初期の質量は太陽の40倍はあったとみられ、強烈な恒星風が物質をどんどん吹き飛ばしていった結果、半分以上の質量を失っている。現状でも、1年当たりに太陽質量の数千分の1程度の物質が放出されているとみられる。
放出された大量の星周物質は恒星を覆い隠し、ガスや塵が作る疑似的な光球面が見えるため、恒星の真の光球面の温度から考えられるよりも晩期型のスペクトルが観測されていると考えられる。黄色極超巨星の中で、これ程星周塵から放射される赤外線が強い星は他になく、そのためわし座V1302星は、赤色超巨星段階を終え、高光度青色変光星やウォルフ・ライエ星などの超新星爆発一歩手前の高温度星へと進化する途上にある蓋然性が最も高い星と考えられる。

### スペクトル
分光観測が始まった当初、わし座V1302星のスペクトル型はF型とされたが、1990年代の観測ではA型と報告され、これは表面温度にすると10年で1,000K程度も上昇していることになる。このことは、わし座V1302星が赤色超巨星からウォルフ・ライエ星／高輝度青色変光星へ進化する途中にある証拠の一つとみられる。ただし、21世紀に入って以降は温度上昇が鈍化しており、この段階が停滞、或いは終了している可能性が指摘されている。
わし座V1302星のスペクトルには、多数の輝線がみられる。水素のバルマー線やパッシェン線の他、カルシウムや鉄の1階電離イオンなどがよく観測できる。化学的な特徴としては、窒素がとても過剰であることがわかっている。また、多種多様な分子も検出されており、その中でもシアン化水素・イソシアン化水素が豊富で、やはり窒素に特徴がある。

### 星周構造
わし座V1302星は、太陽質量の20倍以上という大量の物質が中心星から放出された結果作られた、反射星雲に囲まれている。ハッブル宇宙望遠鏡による観測で、星雲の中には弧状、筋状、塊状の複雑な構造があることがわかっている。同じように、複雑な構造を持つ星周星雲がみられる天体に、おおいぬ座VY星やIRAS 17163-3907があり、特にIRAS 17163-3907は同じ黄色極超巨星で、星の周りで強い分子からの放射がみられるなど共通点が多く、重要な比較対象である。
わし座V1302星のスペクトルにみられる輝線のプロファイルは複雑で、星の光球のすぐ外側には、星周円盤のような球対称から外れた構造があるものと予想された。これに対し、輝線プロファイルの更に詳しい分析や、電波での観測結果から、星周外層は概ね球対称であると考えられている。一方で、面分光観測や、電子による散乱の分布を調べた結果は、軸対称な形の恒星風が存在することを示唆しており、星の近傍における構造は、一筋縄ではいかない難解な成り立ちをしているものとみられる。